# Els Rens
Els Rens (19 februari 1983) is een Belgische atlete, die zich heeft toegelegd op de lange afstand. Zij veroverde op drie verschillende nummers zeven Belgische titels.

## Biografie
Rens werd in 2012 voor het eerst Belgisch kampioene op de marathon. Later dat jaar veroverde ze ook de titel op de halve marathon. Het jaar erop werd ze kampioene op de 10.000 m en verlengde ze haar titel op de marathon.
Nadat 2014 wegens blessures verloren was gegaan, werd Rens in 2015 opnieuw Belgisch kampioene halve marathon. Ze won dat jaar de marathon van Eindhoven, die tevens meetelde als Belgisch kampioenschap, in een persoonlijk record van 2:38.16. Zij voldeed daarmee aan het minimum voor deelname aan de Olympische Spelen in Rio de Janeiro. In de marathon op deze Spelen eindigde ze 84ste.

### Clubs
Rens was aangesloten bij Atletiekvereniging Zuiderkempen en stapte in 2014 over naar AC Lyra.

## Belgische kampioenschappen
| Onderdeel      | Jaar             |
| -------------- | ---------------- |
| 10.000 m       | 2013, 2016       |
| halve marathon | 2012, 2015       |
| marathon       | 2012, 2013, 2015 |

## Persoonlijke records
| Onderdeel      | Prestatie | Datum             | Plaats      |
| -------------- | --------- | ----------------- | ----------- |
| 10.000 m       | 34.54,38  | 14 september 2012 | Tessenderlo |
| halve marathon | 1:17.03   | 20 mei 2012       | Leiden      |
| marathon       | 2:38.16   | 11 oktober 2015   | Eindhoven   |

## Palmares

### 10.000 m
- 2011:  BK AC in Ninove – 36.52,30
- 2012:  BK AC in La Louvière – 36.11,22
- 2013:  BK AC in Duffel – 35.14,84
- 2016:  BK AC in Duffel – 35.53,79

### 10 km
- 2012:  The Classic in Tessenderlo - 34.11
- 2013:  The Classic in Tessenderlo - 35.00
- 2015:  Sint Bavoloop in Rijsbergen - 35.51

### 10 mijl
- 2012:  Oostende-Brugge Ten Miles - 58.32
- 2013:  Oostende-Brugge Ten Miles – 58.59

### halve marathon
- 2011:  halve marathon van Dordrecht - 1:21.27
- 2011:  halve marathon van Veldhoven  – 1:18.03
- 2012:  halve marathon van Leiden  – 1:17.03
- 2012:  BK AC in Kuurne – 1:18.12
- 2015:  BK AC in Berlare – 1:17.00

### marathon
- 2005: 5e marathon van Brussel - 3:06.43
- 2011: 18e marathon van Rotterdam - 2:49.38
- 2011:  BK AC in Torhout – 2:51.42
- 2011: 10e marathon van Eindhoven – 2:47.22
- 2012:  BK AC in Torhout – 2:45.32
- 2012:  marathon van Vorselaar - 3:07.30
- 2012: 7e marathon van Eindhoven – 2:42.09
- 2013:  BK AC in Oostende – 2:46.31
- 2013: 5e marathon van Eindhoven – 2:41.19
- 2015:  BK AC / marathon van Eindhoven – 2:38.16
- 2016: 84e OS in Rio de Janeiro - 2:45.52